# Balanophora harlandii
Balanophora harlandii är en tvåhjärtbladig växtart som beskrevs av Joseph Dalton Hooker. Balanophora harlandii ingår i släktet Balanophora och familjen Balanophoraceae. Inga underarter finns listade i Catalogue of Life.